# 恋をした/好きになってもいいですか
「恋をした/好きになってもいいですか」(こいをした/すきになってもいいですか)は、RYOEIの10枚目のシングルである。2015年4月15日にYOSHIMOTO R and Cから発売された。

## 解説
カップリング曲「好きになってもいいですか」は、島田紳助（カシアス島田）が芸能界を引退して初めて作詞をしている。紳助が作詞するのは2011年8月10日「君が辻/夢の扉」（サーターアンダギーのシングル）以来で、約4年ぶりとなった。

## 収録曲
| 全作曲: RYOEI。 |                                                      |              |            |                     |      |
| #               | タイトル                                             | 作詞         | 作曲・編曲 | 編曲                | 時間 |
| 1.              | 「恋をした」                                         | RYOEI        | RYOEI      | 河野伸              | 5:07 |
| 2.              | 「好きになってもいいですか」                         | カシアス島田 | RYOEI      | RYOEI、キクチタケシ | 5:53 |
| 3.              | 「恋をした（インストゥルメンタル）」                 |              | RYOEI      |                     | 5:07 |
| 4.              | 「好きになってもいいですか（インストゥルメンタル）」 |              | RYOEI      |                     | 5:50 |
| 合計時間:       | 合計時間:                                            | 合計時間:    | 合計時間:  | 21:57               |      |